# Куля (галактика)
Координати:  23г 59м 18с, −60° 42′ 00″
Галактика Куля (RXC J2359.3-6042 CC, англ. Bullet Galaxy) — галактика, яка на швидкості понад 1000 км/с врізалася в скупченні галактик RXC_J2359.3-6042 (Abell 4067 або ACO 4067]) і зливається з ним. Подібні події відбуваються в скупченні галактик Куля та в групі галактик Куля. Але, на відміну від них, це злиття нерівне: між однією галактикою та значно більшим скупченням. Зіткнення відбувається на значно меншій швидкості, ніж у скупченні галактик Куля, що дозволяє ядру галактики Куля зберегти свій холодний газ і залишитися відносно незміненим під час проходу через велике скупчення. Це перший спостережуваний випадок злиття однієї галактики зі скупченням. Галактика та скупчення розташовані на червоному зсуві z=0,0992, десь за 1,4×109 світлових років (4,3×108 парсек) від Землі. Галактика рухається через скупчення на швидкості 1 310 км/с.